# Bulbothrix linteolocarpa
Bulbothrix linteolocarpa är en lavart som beskrevs av Marcelli. Bulbothrix linteolocarpa ingår i släktet Bulbothrix och familjen Parmeliaceae.   Inga underarter finns listade i Catalogue of Life.